# Макстерм
Диз'юнкти́вний одночле́н (максте́рм) від змінних {\displaystyle \textstyle X_{1},X_{2},...,X_{n}\in \{0,1\}} — диз'юнкція цих змінних або їх заперечень.
Макстерм дорівнює 0 тільки при єдиному наборі аргументів. Якщо макстерм містить одночасно змінну і її заперечення, то він завжди дорівнює 1.

## Приклади
- {\displaystyle \neg X_{1}\lor X_{2}\lor X_{3}}
- {\displaystyle X_{2}\lor X_{2}}
- {\displaystyle \neg X_{2}\lor X_{1}\lor \neg X_{4}\lor \neg X_{1}\lor X_{4}\lor \neg X_{2}}[2]

## Індексація макстермів
Кожному макстерму присвоюється індекс, який заснований на протилежному двійковому коді мінтерма. Макстерму присвоюється значення 0 до кінцевої форми {\displaystyle (x_{i})} і 1 до доповненної форми {\displaystyle (x'_{i})}. Наприклад, ми присвоюємо індекс 6 макстерму {\displaystyle a'+b'+c} (110) і він позначається як M6. Аналогічно M0 від трьох змінних {\displaystyle a+b+c} (000) і M7 є {\displaystyle a'+b'+c'} (111).